# 미 세군다 마드레
《미 세군다 마드레》(스페인어: Mi segunda madre)은 1989년 방영된 멕시코의 텔레노벨라이다.